# Pursingles
Pursingles es una entidad de población española del municipio de Caneján, perteneciente a la provincia de Lérida, en la comunidad autónoma de Cataluña.

## Toponimia
El lugar puede aparecer referido con las grafías «Pursingles» y «Porcingles».

## Historia
Hacia mediados del siglo XIX, el lugar ya pertenecía a Caneján. Aparece descrito en el decimotercer volumen del Diccionario geográfico-estadístico-histórico de España y sus posesiones de Ultramar de Pascual Madoz con las siguientes palabras:

PORCINGLES: cas. en la prov. de Lérida, part. jud. de Viella, térm. jurisd. y á 1 hora de Canejan (V.).
(Madoz, 1846, p. 351)

En 2022, la entidad singular de población tenía empadronada una única habitante y el núcleo de población, la misma.